# Kara Khitay

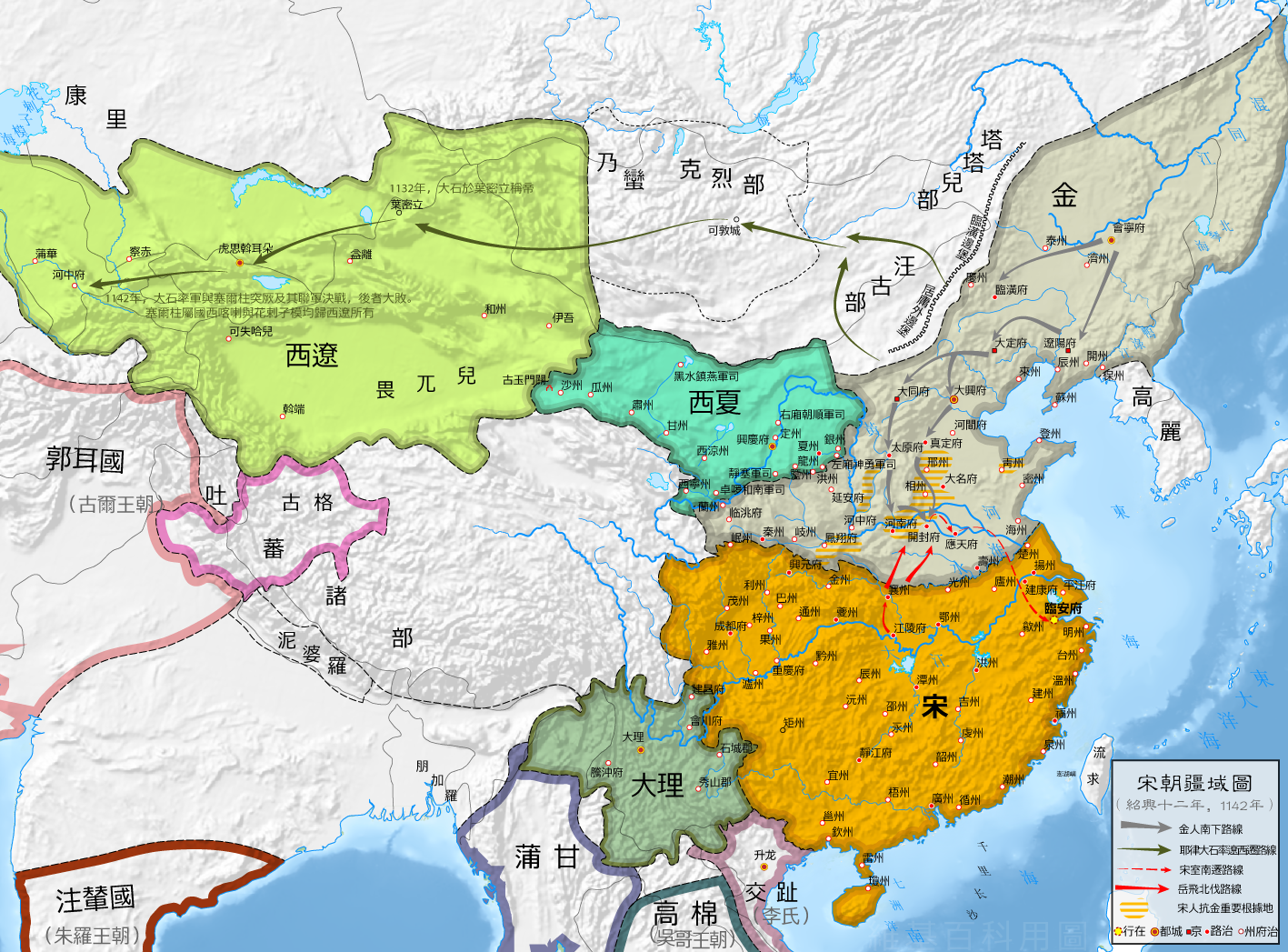
Estensione del regno dei Kara Khitay (verde chiaro)

I Kara Khitay, o Kara-Khitan ("Khitan neri") - mongolo Хар хятан; Kara Kitad; cinese tradizionale 西遼 cinese semplificato 西辽 Xī Liáo - (1124-1218), furono una branca del popolo proto-mongolo dei Khitan, che aveva fondato in Cina la dinastia dei Liao (907-1125).

Il capostipite della dinastia fu Yelü Dashi, che guidò ciò che restava della Dinastia Liao in Asia Centrale dopo aver evitato la conquista da parte dei Jurchen (o Manciù) della loro madrepatria in Manciuria.
L'impero fu usurpato dai Naiman di Kuchlug nel 1211. Le fonti tradizionali cinesi, persiane e arabe concordano nel ritenere che tale usurpazione costituisse di fatto la fine dell'impero,, definitivamente distrutto dai Mongoli nel 1218.
Alla caduta dei Liao, i Kara-Khitan crearono in Asia centrale un khanato che talvolta è definito dei Liao dell'Ovest (Xi Liao) e che sopravvisse dal 1124 al 1218.

## Storia
L'impero dei Kara Khitay fu costituito da Yelü Dashi, che condusse 100.000 Khitan in Asia Centrale dalla Manciuria attraverso la Mongolia. Yelü strappò Balasagun al khanato dei Karakhanidi nel 1134, data che contrassegna l'inizio dell'impero dei Kara Khitay in Asia Centrale.
Le loro forze vennero immediatamente raggiunte da 10.000 Khitan che erano sotto la sovranità dei Karakhanidi. I Khitan quindi conquistarono Kashgar, Khotan e Besh Baliq. I Khitan sconfissero il khanato dei Karakhanidi occidentali a Khujand (attuale Uzbekistan nel 1137, ponendo infine sotto il proprio controllo la valle di Fergana. Essi vinsero il 9 settembre 1141 la battaglia di Qatvan contro i Karakhanidi occidentali e i Selgiuchidi di Ahmed Sanjar chiamati in loro soccorso, permettendo ai Khitan di controllare l'intera Transoxiana e forzando il Khwārezm a diventare suo vassallo.
Yelü morì poco dopo nel 1143 e a lui succedette sua moglie, Xiao Tabuyan, come reggente per il loro figlio. Questi, Yelü Yiliu, morì nel 1163 e a lui succedette la sorella, Yelü Pusuwan. Costei inviò il marito, Xiao Duolubu, a condurre numerose campagne militari. Si innamorò tuttavia del suo giovane fratello, Xiao Fuguzhi. Furono quindi condannati a morte e l'esecuzione ebbe luogo nel 1177 ad opera del suocero Xiao Wolila che poi pose Yelü Zhilugu sul trono nel 1178.

### L'usurpazione di Kuchlug e la fine del khanato
Nel 1208, un principe Naiman, Kuchlug, fuggì dalla sua patria dopo essere stato sconfitto dai mongoli. Kuchlug fu accolto nell'impero kitai e gli fu permesso di sposare la figlia di Zhilugu. Tuttavia, nel 1211, Kuchlug si ribellò e in seguito catturò Yelü Zhilugu mentre quest'ultimo era a caccia. Zhilugu fu autorizzato a rimanere come sovrano nominale ma morì due anni dopo e molti storici considerarono la sua morte come la fine del Kara Khitay. Nel 1216, Gengis Khan inviò il suo generale Jebe a stanare Kuchlug che fuggì ma, nel 1218, fu catturato e decapitato. I mongoli conquistarono completamente gli ex-territori Kara Khitay.